# Бон-Жезус-ду-Токантинс (Токантинс)

Бон-Жезус-ду-Токантинс на карте штата.

Бон-Жезус-ду-Токантинс (порт. Bom Jesus do Tocantins) — муниципалитет в Бразилии, входит в штат Токантинс. Составная часть мезорегиона Восточный Токантинс. Входит в экономико-статистический микрорегион Порту-Насиунал. Население составляет  3 768 человек на 2010 год. Занимает площадь 1 332,672 км². Плотность населения — 2,83 чел./км².

## Демография
Согласно сведениям, собранным в ходе переписи 2010 г. Национальным институтом географии и статистики (IBGE), население муниципалитета составляет:
| Полное население                               | Полное население                               | Полное население                               | Полное население                               | 3 768 |
| ---------------------------------------------- | ---------------------------------------------- | ---------------------------------------------- | ---------------------------------------------- | ----- |
| в том числе:                                   | Городское население                            | 2 826                                          | Процент городского населения, %                | 75,00 |
|                                                | Сельское население                             | 942                                            | Процент сельского населения, %                 | 25,00 |
|                                                | Мужское население                              | 1 989                                          | Процент мужского населения, %                  | 52,79 |
|                                                | Женское население                              | 1 779                                          | Процент женского населения, %                  | 47,21 |
| Плотность населения, чел/км²                   | Плотность населения, чел/км²                   | Плотность населения, чел/км²                   | Плотность населения, чел/км²                   | 2,83  |
| Население муниципалитета в % к населению штата | Население муниципалитета в % к населению штата | Население муниципалитета в % к населению штата | Население муниципалитета в % к населению штата | 0,27  |

По данным оценки 2016 года население муниципалитета составляет 4 477 жителей.

## Статистика
- Валовой внутренний продукт по состоянию на 2003 год составляет 5.129.168,00 реалов (данные: Бразильский институт географии и статистики).
- Валовой внутренний продукт на душу населения по состоянию на 2003 год составляет 2.270,55 реалов (данные: Бразильский институт географии и статистики).
- Индекс развития человеческого потенциала по состоянию на 2000 год составляет 0,629 (данные: Программа развития ООН).

## Важнейшие населенные пункты
| № | Населённый пункт       | Населённый пункт (порт.) | Категория | Население чел. (2010) | На карте                       |
| - | ---------------------- | ------------------------ | --------- | --------------------- | ------------------------------ |
| 1 | Бон-Жезус-ду-Токантинс | Bom Jesus do Tocantins   | город     | 2 826                 | 8°57′48″ ю. ш. 48°09′44″ з. д. |
| 2 | Санта-Рита             | Santa Rita               | поселок   | 65                    | 8°54′06″ ю. ш. 48°01′32″ з. д. |